# قنات کوثر

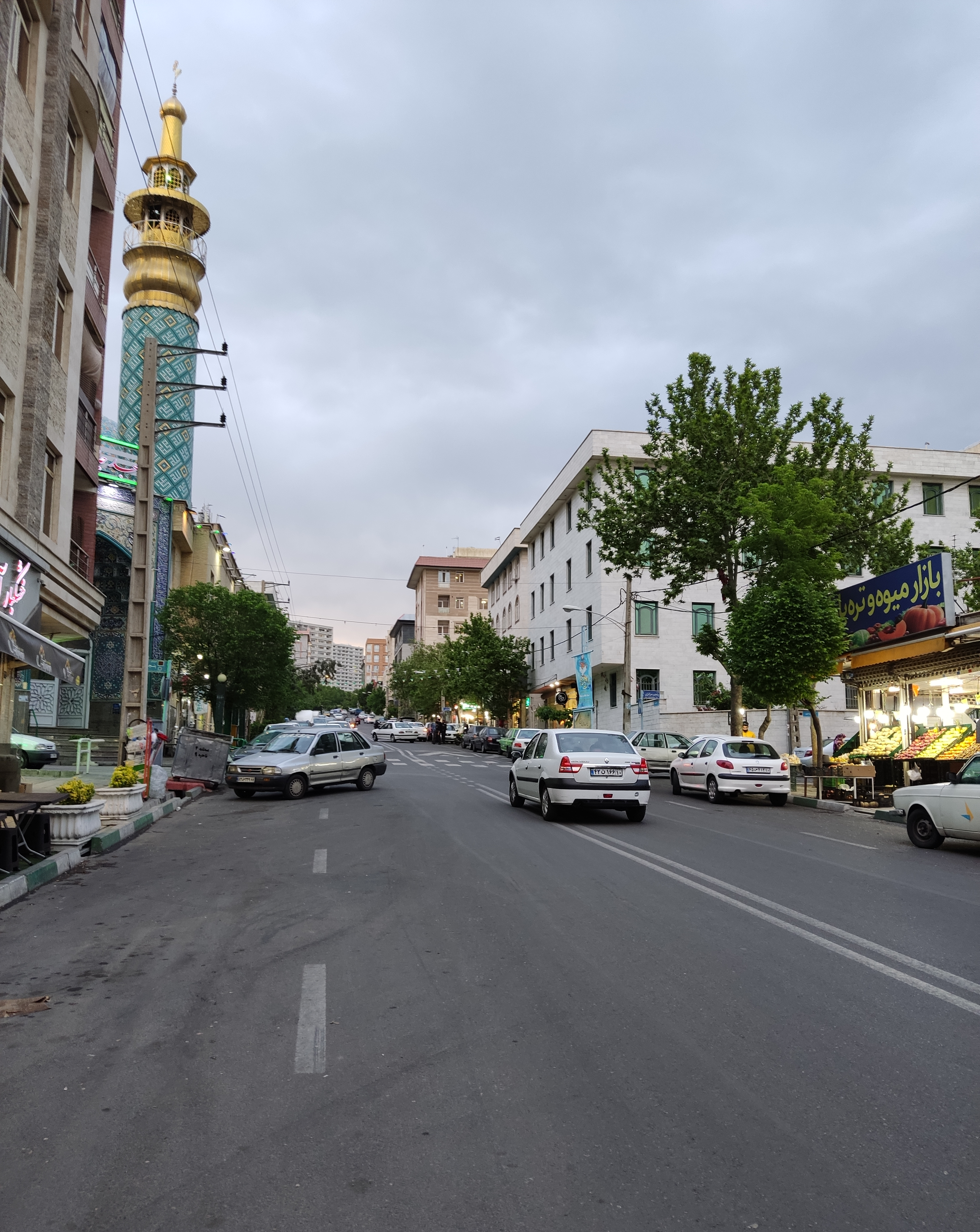
خیابان مسجد کوثر

قنات کوثر محله‌ ای است در شمال تهرانپارس که جز منطقه ۴ تهران محسوب می‌شود. در قدیم که از مناطق آباد شمیران بوده، در این محله قنات‌های گسترده‌ای وجود داشته و به همین دلیل هم نام این منطقه قنات کوثر گذاشته شد. این محله از شمال به بزرگراه شهید بابایی، از جنوب به بزرگراه شهید زین‌الدین، از شرق به بزرگراه شهید باقری و از غرب به خیابان شکوفه مرتبط است. خیابان‌های اصلی محله قنات کوثر شامل بلوار مطهری و خیابان مسجد کوثر است و شامل سه ردیف شرقی، مرکزی و غربی به علاوه بلوک‌های شهرک امید است.

## خطوط حمل و نقل عمومی
محله قنات کوثر در حال حاضر فاقد خط مترو می‌باشد ولی در برنامه‌های توسعه حمل و نقل ریلی تهران با ساخت خط ۱۰ مترو تهران و احداث ایستگاه متروی قنات کوثر در تقاطع بزرگراه شهید زین الدین و بزرگراه شهید باقری بسمت شمال ( بزرگراه شهید بابایی ، میدان نوبنیاد ، بزرگراه شهید صدر و پل پارک وی ) و غرب تهران ( سعادت آباد ، پونک ، شمال منطقه ۵ و منطقه ۲۲ تا وردآورد ) دارای خط و ایستگاه مترو خواهد شد. 
تنها خط اتوبوس‌رانی منطقه عبارتست از:
- خط ۲۰۸ از شهرک پارس به پل خاقانی (در مسیر پارک پلیس ، پل استقلال - بزرگراه باقری ، شهرک امید ، بلوار استقلال ، خیابان سراج ، بلوار دلاوران ، میدان الغدیر ، دانشگاه علم و صنعت ، سه راه فرجام‌ ، مترو سرسبز ، میدان رسالت ، دردشت ، نارمک ، میدان شقایق)[۱]

## موقعیت محله
محله قنات کوثر با وسعت ۱۸۱۹۵۶۸ مترمربع در ناحیه ۹ شهرداری منطقه۴ تهران واقع شده‌است و از شمال با حریم منطقه ۴ شهرداری تهران، از جنوب با محله تهران پارس غربی، از طرف شرق با محله مجید آباد و از طرف غرب با محله قاسم‌آباد- ده نارمک همسایه می‌باشد.

## گسترش محله
چهره این محله پس از تقسیمات سال ۱۳۸۷ تقریباً دگرگون شد و وسعت آن بسیار افزایش یافت. در حال حاضر قنات کوثر از شمال به بزرگراه شهید بابایی، از جنوب به بزرگراه شهید زین الدین، از شرق به بزرگراه شهید باقری و از طرف غرب نیز به بلوار گلستان ـ خیابان بوستان غربی ـ خیابان شکوفه محدود می‌شود و ۱۹۸۶۵ نفر جمعیت ساکن این محله می‌باشند. تا قبل از این تقسیمات محله قنات کوثر با وسعتی کمتر از حال حاضر از شمال به خیابان استقلال، از جنوب به بزرگراه شهید زین الدین ، از شرق به بزرگراه شهید باقری و از سمت غرب به خیابان شکوفه منتهی می‌شد و ۳۷۳۸۰ نفر در این محله سکونت داشتند.